# Denver Broncos 2016
La stagione 2016 dei Denver Broncos è stata la 47ª della franchigia nella National Football League, la 57ª complessiva e la seconda con Gary Kubiak come capo-allenatore. La squadra iniziò la stagione come campione in carica ma non riuscì ad accedere ai playoff. Fu la prima stagione dal 2003 che entrambe le squadre qualificatesi l'anno precedente per il Super Bowl non riuscirono a qualificarsi per la post-season l'annata seguente.

## Scelte nel Draft 2016

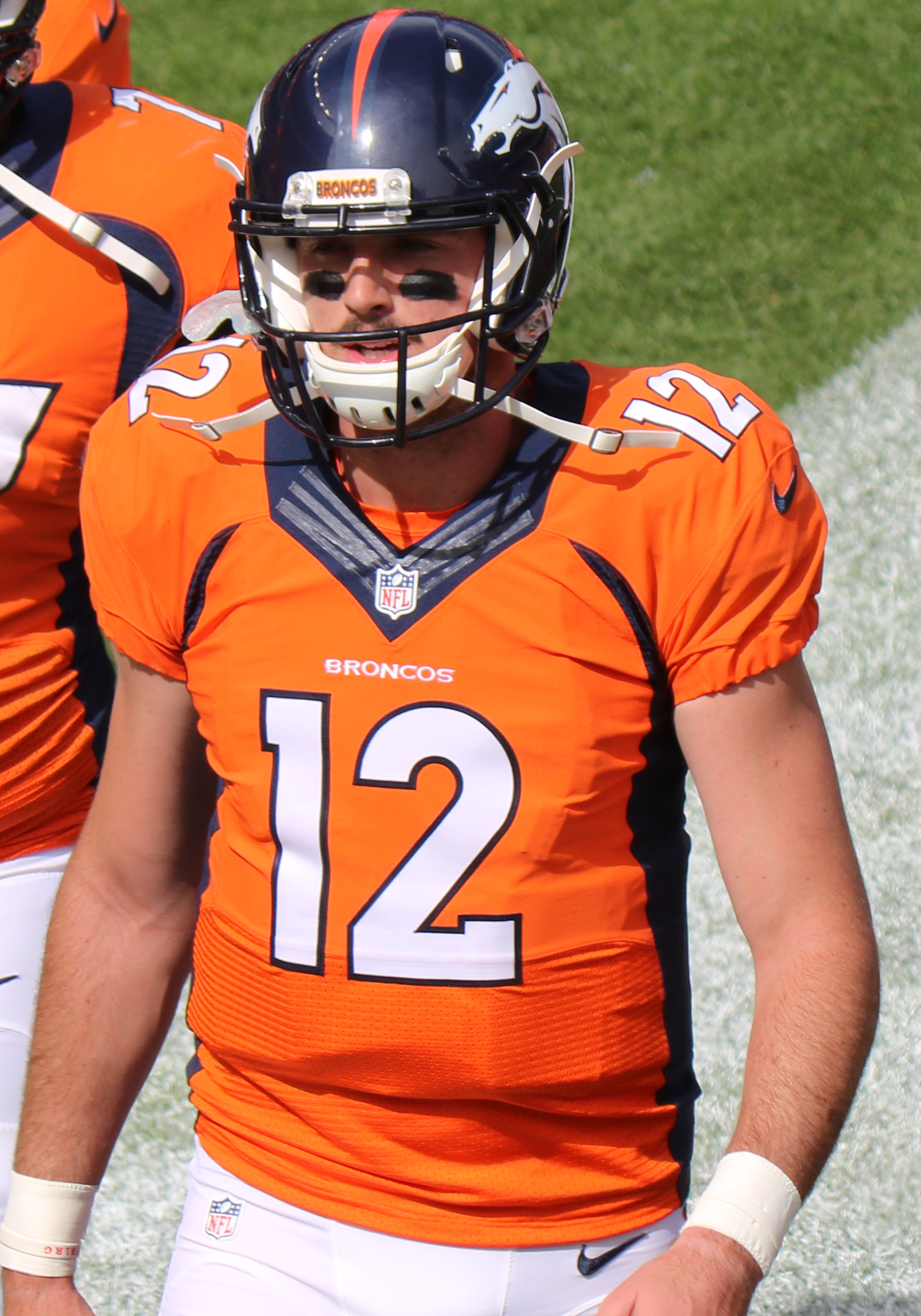
Paxton Lynch fu la scelta del primo giro dei Broncos nel Draft 2016

| Scelte dei Broncos nel Draft 2016 |        |                 |       |                |
| Giro                              | Scelta | Giocatore       | Ruolo | College        |
| 1                                 | 26     | Paxton Lynch    | QB    | Memphis        |
| 2                                 | 63     | Adam Gotsis     | DT    | Georgia Tech   |
| 3                                 | 98 *   | Justin Simmons  | S     | Boston College |
| 4                                 | 136 *  | Devontae Booker | RB    | Utah           |
| 5                                 | 144    | Connor McGovern | G     | Missouri       |
| 6                                 | 176    | Andy Janovich   | FB    | Nebraska       |
| 6                                 | 219 *  | Will Parks      | S     | Arizona        |
| 7                                 | 228    | Riley Dixon     | P     | Syracuse       |

| * | Scelta compensatoria |

## Staff
| Staff dei Denver Broncos nel 2016 |
| --- |
| Organi dirigenziali - Proprietario– Pat Bowlen Trust - Presidente/Chairman/CEO – Joe Ellis - Vice presidente/General Manager – John Elway - Direttore amministrativo – Mike Sullivan - Direttore del personale dei giocatori – Matt Russell - Direttore del personale professionistico – Tom Heckert Jr. - Assistente del direttore degli osservatori – Adam Peters - Assistente del direttore del personale professionistico – A.J. Durso Capo allenatore - Gary Kubiak Altri allenatori - Preparatore atletico – Luke Richesson - Assistente p.a. – Mike Eubanks - Assistente p.a. – Anthony Lomando - Assistente p.a. – Dennis Love Allenatori dell'attacco - Coordinatore offensivo: Rick Dennison - Quarterback – Greg Knapp - Running Back – Eric Studesville - Wide Receiver – Tyke Tolbert - Assistente wide receiver – Marc Lubick - Tight End – Brian Pariani - Offensive Line – Clancy Barone - Assistente Offensive Line – James Cregg - Assistente attacco – Brian Callahan Allenatori della difesa - Coordinatore difensivo – Wade Phillips - Defensive Line – Bill Kollar - Linebacker – Reggie Herring - Outside Linebacker – Fred Pagac - Linea secondaria – Joe Woods - Assistente secondaria – Samson Brown - Controllo qualità difesa – Chris Beake Allenatori dello special team - Coordinatore special team – Joe DeCamillis - Assistente special team – Tony Coaxum |

## Roster
| Roster dei Denver Broncos nel 2016 |
| --- |
| Quarterback - 4 Austin Davis - 12 Paxton Lynch - 13 Trevor Siemian Running Back - 22 C.J. Anderson - 35 Kapri Bibbs - 20 Devontae Booker - 32 Andy Janovich FB Wide Receiver - 16 Bennie Fowler - 14 Cody Latimer - 11 Jordan Norwood - 10 Emmanuel Sanders - 87 Jordan Taylor - 88 Demaryius Thomas Tight End - 85 Virgil Green - 82 Jeff Heuerman - 86 John Phillips Offensive Linemen - 53 James Ferentz C - 76 Max Garcia G - 60 Connor McGovern G - 73 Russell Okung T - 61 Matt Paradis C - 74 Ty Sambrailo G - 79 Michael Schofield T - 71 Donald Stephenson T - 77 Darrion Weems T Defensive Linemen - 93 Jared Crick DE - 99 Adam Gotsis DE - 98 Darius Kilgo NT - 90 Kyle Peko NT - 92 Sylvester Williams NT - 97 Billy Winn DE - 95 Derek Wolfe DE Linebacker - 50 Zaire Anderson ILB - 48 Shaquil Barrett OLB - 51 Todd Davis ILB - 54 Brandon Marshall ILB - 58 Von Miller OLB - 52 Corey Nelson ILB - 56 Shane Ray OLB - 94 DeMarcus Ware OLB - 57 Dekoda Watson OLB Defensive Back - 37 Lorenzo Doss CB - 25 Chris Harris CB - 34 Will Parks SS - 29 Bradley Roby CB - 31 Justin Simmons FS - 26 Darian Stewart FS - 21 Aqib Talib CB - 43 T.J. Ward SS - 36 Kayvon Webster CB Special Team - 9 Riley Dixon P - 42 Casey Kreiter LS - 8 Brandon McManus K Lista delle riserve - 80 Garrett Graham TE (IR) - 33 Shiloh Keo SS (Sospeso) - 96 Vance Walker DE (IR) 53 attivi, 3 inattivi |
| Legenda - I rookie sono in corsivo. - Il primo ruolo è il principale mentre gli eventuali successivi indicano i ruoli secondari. - (IR) sta per Injured Reserve ed indica la lista ristretta per un solo giocatore infortunato che può tornare ad allenarsi dopo la settimana 6 e a rientrare in prima squadra dopo che questa ha giocato 8 partite. - (NF-Inj.) / (NF-Ill.) stanno rispettivamente per Non-Football Injured e Non-Football Illness ed indicano le liste dove viene inserito un giocatore che ha un infortunio o una malattia non dipendente dal football americano. - (PUP) sta per Physically Unable to Perform ed indica la lista dove viene inserito un giocatore mentre è in attesa di recuperare la condizione fisica. Nella stagione regolare dopo la sesta partita giocata dalla propria squadra, il giocatore ha tempo tre settimane per riprendere ad allenarsi, più tre settimane aggiuntive dal suo rientro agli allenamenti per rientrare in prima squadra. |

## Calendario
| Stagione regolare |                    |                         |                    |                    |                                     |                    |
| Turno             | Data               | Avversario              | Risultato          | Record             | Stadio                              | NFL.com recap      |
| 1                 | 8-9                | Carolina Panthers       | V 21–20            | 1–0                | Sports Authority Field at Mile High | Recap              |
| 2                 | 18/9               | Indianapolis Colts      | V 34–20            | 2–0                | Sports Authority Field at Mile High | Recap              |
| 3                 | 25/9               | at Cincinnati Bengals   | V 29–17            | 3–0                | Paul Brown Stadium                  | Recap              |
| 4                 | 2/10               | at Tampa Bay Buccaneers | V 27–7             | 4–0                | Raymond James Stadium               | Recap              |
| 5                 | 9/10               | Atlanta Falcons         | S 16–23            | 4–1                | Sports Authority Field at Mile High | Recap              |
| 6                 | 13/10              | at San Diego Chargers   | S 13–21            | 4–2                | Qualcomm Stadium                    | Recap              |
| 7                 | 24/10              | Houston Texans          | V 27–9             | 5–2                | Sports Authority Field at Mile High | Recap              |
| 8                 | 30/10              | San Diego Chargers      | V 27–19            | 6–2                | Sports Authority Field at Mile High | Recap              |
| 9                 | 6/11               | at Oakland Raiders      | S 20–30            | 6–3                | Oakland Alameda Coliseum            | Recap              |
| 10                | 13/11              | at New Orleans Saints   | V 25–23            | 7–3                | Mercedes-Benz Superdome             | Recap              |
| 11                | Settimana di pausa | Settimana di pausa      | Settimana di pausa | Settimana di pausa | Settimana di pausa                  | Settimana di pausa |
| 12                | 27/11              | Kansas City Chiefs      | S 27–30 (DTS)      | 7–4                | Sports Authority Field at Mile High | Recap              |
| 13                | 4/12               | at Jacksonville Jaguars | V 20–10            | 8–4                | EverBank Field                      | Recap              |
| 14                | 11/12              | at Tennessee Titans     | L 10–13            | 8–5                | Nissan Stadium                      | Recap              |
| 15                | 18/12              | New England Patriots    | S 3–16             | 8–6                | Sports Authority Field at Mile High | Recap              |
| 16                | 25/12              | at Kansas City Chiefs   | S 10–33            | 8–7                | Arrowhead Stadium                   | Recap              |
| 17                | 1/1                | Oakland Raiders         | V 24–6             | 9–7                | Sports Authority Field at Mile High | Recap              |

Note: Gli avversari della propria division sono in grassetto.

## Classifiche

### AFC West
| Pos | Squadra               | V  | S  | P | %    | Div | Conf | PF  | PS  | Striscia |
| --- | --------------------- | -- | -- | - | ---- | --- | ---- | --- | --- | -------- |
| 1.  | (2)Kansas City Chiefs | 12 | 4  | 0 | .750 | 6-0 | 9-3  | 389 | 311 | 2 V      |
| 2.  | (5)Oakland Raiders    | 12 | 4  | 0 | .750 | 3-3 | 9-3  | 416 | 385 | 1 S      |
| 3.  | Denver Broncos        | 9  | 7  | 0 | .563 | 2-4 | 6-6  | 333 | 297 | 1 V      |
| 4.  | San Diego Chargers    | 5  | 11 | 0 | .313 | 1-5 | 4-8  | 410 | 423 | 5 S      |

### American Football Conference
| Pos                 | Squadra              | Division           | V                  | S                  | P                  | %                  | Div                | Conf               | SOS                | SOV                | Striscia           |
| Leader di division  | Leader di division   | Leader di division | Leader di division | Leader di division | Leader di division | Leader di division | Leader di division | Leader di division | Leader di division | Leader di division | Leader di division |
| ------------------- | -------------------- | ------------------ | ------------------ | ------------------ | ------------------ | ------------------ | ------------------ | ------------------ | ------------------ | ------------------ | ------------------ |
| 1.                  | New England Patriots | East               | 14                 | 2                  | 0                  | .875               | 5-1                | 11-1               | .439               | .424               | 7 V                |
| 2.                  | Kansas City Chiefs   | West               | 12                 | 4                  | 0                  | .750               | 6-0                | 9-3                | .508               | .479               | 2 V                |
| 3.                  | Pittsburgh Steelers  | North              | 11                 | 5                  | 0                  | .688               | 5-1                | 9-3                | .494               | .423               | 7 V                |
| 4.                  | Houston Texans       | South              | 9                  | 7                  | 0                  | .563               | 5-1                | 7-5                | .502               | .427               | 1 S                |
| Wild card           |                      |                    |                    |                    |                    |                    |                    |                    |                    |                    |                    |
| 5.                  | Oakland Raiders      | West               | 12                 | 4                  | 0                  | .750               | 3-3                | 9-3                | .504               | .443               | 1 S                |
| 6.                  | Miami Dolphins       | East               | 10                 | 6                  | 0                  | .625               | 4-2                | 7-5                | .455               | .341               | 1 S                |
| Escluse dai playoff |                      |                    |                    |                    |                    |                    |                    |                    |                    |                    |                    |
| 7.                  | Tennessee Titans     | South              | 9                  | 7                  | 0                  | .563               | 2-4                | 6-6                | .465               | .458               | 1 V                |
| 8.                  | Denver Broncos       | West               | 9                  | 7                  | 0                  | .563               | 2-4                | 6-6                | .549               | .455               | 1 V                |
| 9.                  | Baltimore Ravens     | North              | 8                  | 8                  | 0                  | .500               | 4.2                | 7-5                | .498               | .363               | 2 S                |
| 10.                 | Indianapolis Colts   | South              | 8                  | 8                  | 0                  | .500               | 3-3                | 5-7                | .492               | .406               | 1 V                |
| 11.                 | Buffalo Bills        | East               | 7                  | 9                  | 0                  | .438               | 1-5                | 4-8                | .482               | .339               | 2 S                |
| 12.                 | Cincinnati Bengals   | North              | 6                  | 9                  | 1                  | .406               | 3-3                | 5-7                | .521               | .333               | 1 V                |
| 13.                 | New York Jets        | East               | 5                  | 11                 | 0                  | .313               | 2-4                | 4-8                | .518               | .313               | 1 V                |
| 14.                 | San Diego Chargers   | West               | 5                  | 11                 | 0                  | .313               | 1-5                | 4-8                | .543               | .513               | 5 S                |
| 15.                 | Jacksonville Jaguars | South              | 3                  | 13                 | 0                  | .188               | 2-4                | 2-10               | .527               | .417               | 1 S                |
| 16.                 | Cleveland Browns     | North              | 1                  | 15                 | 0                  | .063               | 0-6                | 1-11               | .549               | .313               | 1 S                |

Note
- Sotto la colonna SOV è indicata la percentuale della Strenght of Victory, statistica che riporta la percentuale di vittoria delle squadre battute da una particolare squadra (il valore assume rilievo come discriminante ai fini della classifica in caso di un record stagionale identico fra due squadre).
- Sotto la colonna SOS è indicata la percentuale della Strenght of Schedule, valore determinato da una formula che calcola la percentuale di vittoria di tutte le squadre che una singola squadra deve affrontare durante la stagione (il valore, insieme alla SOV, assume rilievo come discriminante ai fini della classifica in caso di un record stagionale identico fra due squadre).

- Sotto la colonna Div è indicato il bilancio vittorie-sconfitte (record) contro le squadre appartenenti alla stessa division di appartenenza (AFC West).
- Sotto la colonna Conf viene indicato il record contro le squadre appartenenti alla stessa conference di appartenenza (AFC).

## Leader della squadra
| Categoria                  | Giocatore                         | N.    |
| -------------------------- | --------------------------------- | ----- |
| Yard passate               | Trevor Siemian                    | 3.401 |
| Touchdown passati          | Trevor Siemian                    | 18    |
| Yard corse                 | Devontae Booker                   | 612   |
| Touchdown su corsa         | C.J. Anderson Devontae Booker     | 4     |
| Ricezioni                  | Demaryius Thomas                  | 90    |
| Yard ricevute              | Demaryius Thomas                  | 1.083 |
| Touchdown su ricezione     | Demaryius Thomas Emmanuel Sanders | 5     |
| Punti                      | Brandon McManus                   | 119   |
| Yard su ritorno di kickoff | Cody Latimer                      | 200   |
| Yard su ritorno di punt    | Jordan Norwood                    | 204   |
| Tackle                     | Todd Davis                        | 96    |
| Sack                       | Von Miller                        | 13,5  |
| Fumble forzati             | T.J. Ward Von Miller              | 3     |
| Intercetti                 | Aqib Talib Darian Stewart         | 3     |

Fonte: sito ufficiale dei Denver Broncos.